# Smržovka
Smržovka (en allemand : Morchenstern, auparavant Morchelstern) est une ville du district de Jablonec nad Nisou, dans la région de Liberec, en République tchèque. Sa population s'élevait à 3 851 habitants en 2023.

## Géographie
Smržovka se trouve à 6 km à l'est-nord-est de Jablonec nad Nisou, à 14 km à l'est-sud-est de Liberec et à 94 km au nord-est de Prague.

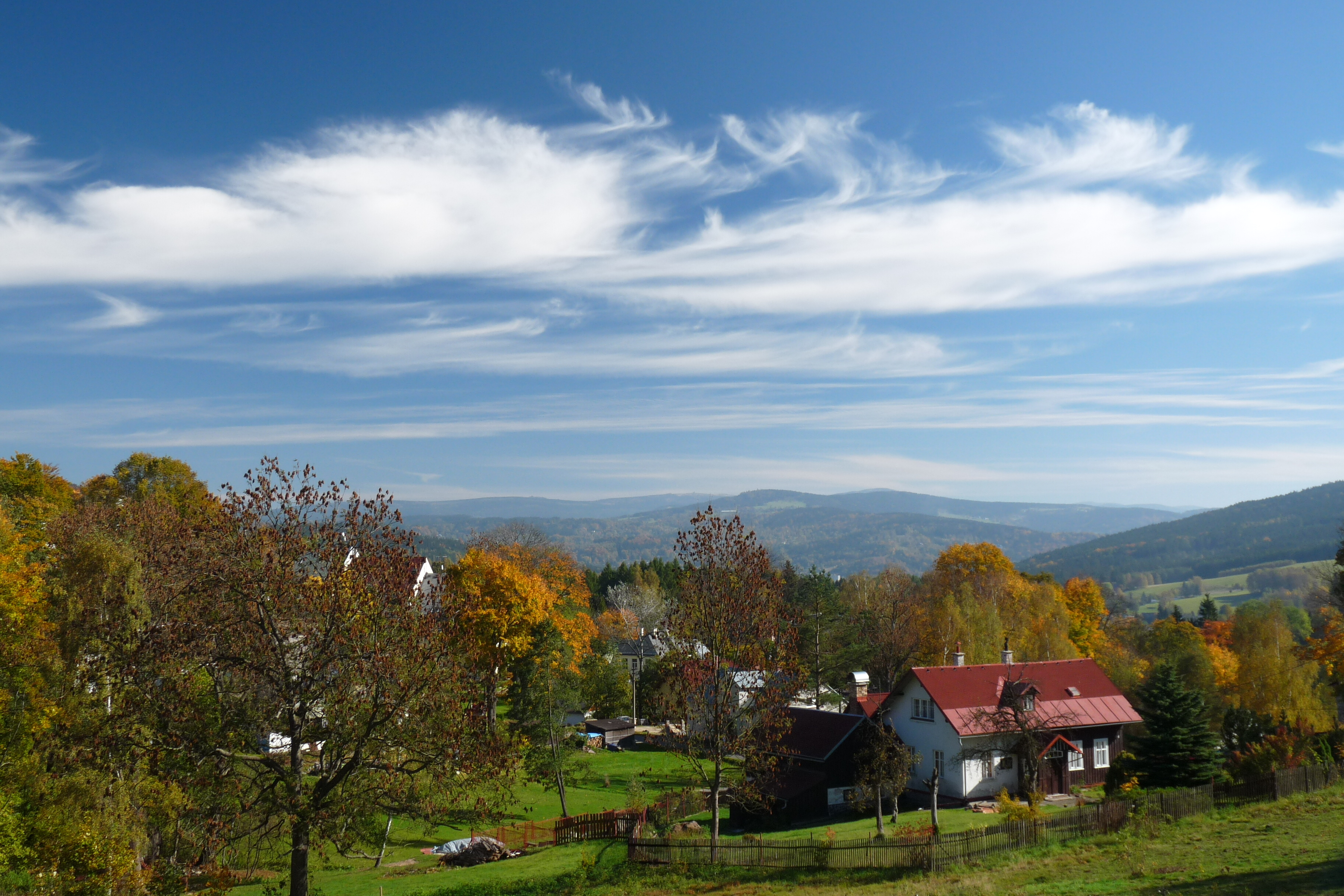
Smržovka.

La commune est limitée par Jiřetín pod Bukovou au nord, par Tanvald au nord et à l'est, par Velké Hamry et Pěnčín au sud, et par Nová Ves nad Nisou et Lučany nad Nisou à l'ouest.

## Histoire
La première mention écrite de la localité date de 1568. Jusqu'en 1918, la ville était intégrée à l'Autriche-Hongrie.

## Population
Recensements (*) ou estimations de la population :
| 1869* | 1880* | 1890* | 1900* | 1910* | 1921* |
| ----- | ----- | ----- | ----- | ----- | ----- |
| 4 551 | 4 979 | 5 919 | 6 539 | 7 602 | 6 614 |

| 1930* | 1950* | 1961* | 1970* | 1980* | 1991* |
| ----- | ----- | ----- | ----- | ----- | ----- |
| 7 296 | 4 161 | 4 272 | 3 747 | 3 526 | 3 418 |

| 2001* | 2011* | 2014  | 2015  | 2016  | 2017  |
| ----- | ----- | ----- | ----- | ----- | ----- |
| 3 430 | 3 541 | 3 635 | 3 683 | 3 705 | 3 693 |

| 2018  | 2019  | 2020  | 2021* | 2022  | 2023  |
| ----- | ----- | ----- | ----- | ----- | ----- |
| 3 704 | 3 751 | 3 756 | 3 771 | 3 754 | 3 851 |

## Transports
Par la route, Smržovka se trouve à 7 km de Jablonec nad Nisou, à 17 km de Liberec et à 115 km de Prague.

## Jumelages
- Plouhinec (France)
- Rammenau (Allemagne)
- Senale-San Felice (Italie)
- Weidenberg (Allemagne)